# Talang Beringin (Semidang Alas Maras)
Talang Beringin is een bestuurslaag in het regentschap Seluma van de provincie Bengkulu, Indonesië. Talang Beringin telt 759 inwoners (volkstelling 2010).